# 泉柊椰
泉 柊椰（いずみ とおや、2000年12月2日 - ）は、大阪府八尾市出身のプロサッカー選手。Jリーグ・RB大宮アルディージャ所属。ポジションはミッドフィールダー（MF）。

## 略歴
ヴィッセル神戸のアカデミーで育成されたが、トップチームに昇格することはできず、高校卒業後はびわこ成蹊スポーツ大学に進学。同大サッカー部では山田祐樹らとプレーした。
2021年10月1日、2023年シーズンからのヴィッセル神戸加入内定、ならびに特別指定選手承認が発表された。翌2022年シーズンも特別指定選手としてチームに登録された。
2023年よりヴィッセル神戸に正式加入。2月25日、J1リーグ第2節の北海道コンサドーレ札幌戦で途中出場しプロデビュー。3月18日、第5節のサガン鳥栖戦でプロ初ゴールとなる豪快なミドルシュートを決めた。
2023年8月16日、モンテディオ山形へ育成型期限付き移籍。
2023年12月27日、大宮アルディージャへ育成型期限付き移籍。
2024年12月27日、大宮への完全移籍が発表された。

## 所属クラブ
- 2005年 - 2012年 八尾太陽リンクスSC（八尾市立上之島小学校）
- 2013年 - 2015年 柏田SC
- 2016年 - 2018年 ヴィッセル神戸U-18（神戸学院大学附属高校）
- 2019年 - 2022年 びわこ成蹊スポーツ大学
  - 2021年10月 - 2022年  ヴィッセル神戸（特別指定選手）[6][7]
- 2023年 - 2024年 ヴィッセル神戸
  - 2023年8月 - 同年12月  モンテディオ山形（育成型期限付き移籍）
  - 2024年 - 同年12月  大宮アルディージャ（育成型期限付き移籍）
- 2025年 -  RB大宮アルディージャ

## 個人成績
| 国内大会個人成績 | 国内大会個人成績 | 国内大会個人成績 | 国内大会個人成績 | 国内大会個人成績 | 国内大会個人成績 | 国内大会個人成績 | 国内大会個人成績 | 国内大会個人成績 | 国内大会個人成績 | 国内大会個人成績 | 国内大会個人成績 |
| 年度             | クラブ           | 背番号           | リーグ           | リーグ戦         | リーグ戦         | リーグ杯         | リーグ杯         | オープン杯       | オープン杯       | 期間通算         | 期間通算         |
| 年度             | クラブ           | 背番号           | リーグ           | 出場             | 得点             | 出場             | 得点             | 出場             | 得点             | 出場             | 得点             |
| 日本             | 日本             | 日本             | 日本             | リーグ戦         | リーグ戦         | リーグ杯         | リーグ杯         | 天皇杯           | 天皇杯           | 期間通算         | 期間通算         |
| ---------------- | ---------------- | ---------------- | ---------------- | ---------------- | ---------------- | ---------------- | ---------------- | ---------------- | ---------------- | ---------------- | ---------------- |
| 2021             | びわスポ大       | 11               | -                | -                | -                | -                | -                | 1                | 0                | 1                | 0                |
| 2023             | 神戸             | 27               | J1               | 8                | 1                | 6                | 0                | 0                | 0                | 14               | 1                |
| 2023             | 山形             | 28               | J2               | 7                | 0                | -                | -                | -                | -                | 7                | 0                |
| 2024             | 大宮             | 14               | J3               | 38               | 6                | 0                | 0                | 0                | 0                | 38               | 6                |
| 2025             | 大宮             | 14               | J2               |                  |                  |                  |                  |                  |                  |                  |                  |
| 通算             | 日本             | 日本             | J1               | 8                | 1                | 6                | 0                | 0                | 0                | 14               | 1                |
| 通算             | 日本             | 日本             | J2               | 7                | 0                | -                | -                | -                | -                | 7                | 0                |
| 通算             | 日本             | 日本             | J3               | 38               | 6                | 0                | 0                | 0                | 0                | 38               | 6                |
| 通算             | 日本             | 日本             | 他               | -                | -                | -                | -                | 1                | 0                | 1                | 0                |
| 総通算           | 総通算           | 総通算           | 総通算           | 53               | 7                | 6                | 0                | 1                | 0                | 60               | 7                |

- 2021年・2022年 共に特別指定選手としての公式戦出場無し

その他公式戦
- Jリーグ初出場 - 2023年2月25日 J1第2節 北海道コンサドーレ札幌戦 (札幌ドーム)
- Jリーグ初得点 - 2023年3月18日 J1第5節 サガン鳥栖戦 (駅前不動産スタジアム)
- 2023年
  - J1昇格プレーオフ 1試合0得点

## タイトル

### クラブ
大宮アルディージャ
- J3リーグ：1回（2024年）
- 埼玉県サッカー選手権大会：1回（2024年）

### 個人
- 関西学生サッカーリーグ・優秀選手：3回（2020年、2021年、2022年）[8][9][10]
- Jリーグベストイレブン（J3）:1回（2024年）[11]

## 代表・選抜歴
- 2016年 U-16日本代表[12]
- 2019年 U-19全日本大学選抜
- 2022年 U-23日本代表